# Aeonium diplocyclum
Aeonium diplocyclum är en fetbladsväxtart som först beskrevs av Philip Barker Webb och Carl August Bolle, och fick sitt nu gällande namn av T.H.M. Mes. Aeonium diplocyclum ingår i släktet Aeonium och familjen fetbladsväxter. Inga underarter finns listade i Catalogue of Life.